# Антигва и Барбуда на Летњим олимпијским играма 2012.
Антигва и Барбуда је учествовала на Летњим олимпијским играма 2012. у Лондону од 27. јула до 12. августа. Ово је било њено девето учешће на Летњим олимпијским играма.
Делегацију Антигве и Барбуде на овим играма чинило је четворо спортиста (два мушкараца и две жене) који су се такмичили у 2 спорта.
Националну заставу на дефилеу нација током свечаног отварања игара 27. јула носио је атлетичар Данијел Бејли, а на затварању пливачица Карин О'Рајли Клашинг, најмлађа учесница Антигве и Барбуде на овим играма са 18 година и 348 дана.
И после ових Игара Антигва и Барбуда је остала у групи земаља које никад нису освајале олимпијске медаље.

## Учесници по дисциплинама
| Спорт      | Мушкарци | Жене | Укупно |
| ---------- | -------- | ---- | ------ |
| Атлетика   | 2        | 1    | 3      |
| Пливање    | 0        | 1    | 1      |
| Укупно (2) | 2        | 2    | 4      |

## Атлетика
Мушкарци
| Атлетичар Лични рекорд  | Дисциплина | Предтакмичење | Предтакмичење | Група     | Група        | Полуфинале | Полуфинале | Финале           | Финале   | Детаљи |
| Атлетичар Лични рекорд  | Дисциплина | Резултат      | Место         | Резултат  | Место        | Резултат   | Место      | Резултат         | Место    | Детаљи |
| ----------------------- | ---------- | ------------- | ------------- | --------- | ------------ | ---------- | ---------- | ---------------- | -------- | ------ |
| Данијел Бејли 9,91      | 100 м      | слободан      | слободан      | 10,12     | 2 у гр. 4 КВ | 10,13      | 6 у гр. 2  | Није се пласирао | =17 / 75 | ,      |
| Брендан Кристијан 20,12 | 400 метара |               |               | 20,63 ЛРС | 4 у гр. 6 кв | 20,58 ЛРС  | 5 у гр.3   | Није се пласирао | 15 / 55  |        |

Жене
| Атлетичар Лични рекорд | Дисциплина | Група    | Група     | Полуфинале        | Полуфинале        | Финале            | Финале | Детаљи |
| Атлетичар Лични рекорд | Дисциплина | Резултат | Место     | Резултат          | Место             | Резултат          | Место  | Детаљи |
| ---------------------- | ---------- | -------- | --------- | ----------------- | ----------------- | ----------------- | ------ | ------ |
| Афија Чарлс 53,60      | 400 метара | 54,25    | 5 у гр. 2 | Није се пласирала | Није се пласирала | Није се пласирала | 38/49  |        |

### Пливање
За учешће на играма представница Антигве и Барбуда у пливачким дисциплинама Карин О'Рајли Клашинг добила је специјалне позивнице ФИНА.
Жене
| Пливачица             | Дисциплина    | Група | Група    | Полуфинале            | Полуфинале            | Финале                | Финале  | Детаљи |
| Пливачица             | Дисциплина    | Време | Пласман  | Време                 | Пласман               | Време                 | Пласман | Детаљи |
| --------------------- | ------------- | ----- | -------- | --------------------- | --------------------- | --------------------- | ------- | ------ |
| Карин О'Рајли Клашинг | 50 м слободно | 30,01 | 1 у гр 2 | Није се квалификовала | Није се квалификовала | Није се квалификовала | 55 /74  |        |